# Villacarrillo
Villacarrillo ist eine spanische Gemeinde. Sie befindet sich in der Autonomen Gemeinschaft Andalusien, in der Provinz Jaén. 2024 hatte die Gemeinde 10.320 Einwohner.

## Geografie
Villacarrillo ist eine Ortschaft und spanische Gemeinde im südwestlichen Teil der Region Las Villas in der Provinz Jaén. Sie grenzt an die Gemeinden Santisteban del Puerto, Iznatoraf, Villanueva del Arzobispo, Santiago-Pontones, Santo Tomé, Úbeda (durch die als Rincón de Úbeda bekannte Enklave) und Sabiote. Ein Teil der Gemeinde gehört zu dem Naturpark der Sierras von Cazorla, Segura und Las Villas.

## Geschichte
Die Siedlung geht auf die Schlacht bei Las Navas de Tolosa im Jahre 1212 zurück. 1440 wurde Villacarrillo eine eigene Gemeinde und erhielt ihre Unabhängigkeit von der Gemeinde Iznatoraf. Sie erhielt das Stadtrecht unter Alfons XII. im Jahre 1877.

## Wirtschaft
Die Wirtschaft von Villacarrillo basiert fast ausschließlich auf dem Anbau von Oliven. Bis in die 1970er Jahre war der Anbau von Oliven wichtig, wechselte sich aber mit anderen Kulturen wie Getreide oder Wein ab, aber seitdem ist eine Monokultur entstanden. In Villacarrillo befindet sich auch eine Fabrik zur Olivenölproduktion, die zur größten Herkunftsbezeichnung in Europa gehört: "Campiñas de Jaén".